# Islay (tỉnh)
Tỉnh Islay (tiếng Tây Ban Nha: Provincia de Islay) là một tỉnh thuộc vùng Arequipa của Peru. Tỉnh Islay có diện tích 3886 km², dân số thời điểm theo điều tra dân số ngày 11 tháng 7 năm 1993 là 50039 người. Tỉnh lỵ đóng ở Mollendo.